# Rheinisches Museum für Philologie
Il Rheinisches Museum für Philologie è una rivista tedesca annuale di studi classici e filologia. Fu fondata nel 1827 da Barthold Georg Niebuhr, August Böckh e Christian August Brandis. Poco dopo la pubblicazione subì delle interruzioni, fino a quando nel 1842 fu introdotta una nuova serie che continua ancora oggi. È la più antica rivista esistente dedicata agli studi classici.
L'abbreviazione dell'Oxford Classical Dictionary per la rivista è Rh. Mus.

## Storia
La rivista fu fondata originariamente nel 1827 da Barthold Georg Niebuhr col titolo di Rheinisches Museum für Philologie, Geschichte und griechische Philosophie (Museo renano di filologia, storia e filosofia greca), rivista che collaborava con il parallelo Rheinisches Museum für Jurisprudenz (J. C. Hasse). Le edizioni a stampa furono interrotte nel 1829, dopo appena tre numeri.
Un secondo tentativo di fondazione avvenne nel 1832/33 con il titolo più breve Rheinisches Museum für Philologie, ed ebbe un po' più di successo. Dopo la morte improvvisa di Hasse nel 1830, il periodico fu diretto da ultimo da Bethmann-Hollweg e poté essere pubblicata per sei anni, fino al 1838/39. Nel frattempo, il Rheinisches Museum für Jurisprudenz era stato definitivamente chiuso nel 1835.
Dal 1842 la rivista apparve ininterrottamente nella terza serie editoriale e, fino al 1887, alcuni numeri furono intitolati anche (Rheinisches) Museum für Philologie.
Fino al 1839 la rivista è stata pubblicata dalla casa editrice Eduard Weber, con sede a Bonn. Attualmente, viene pubblicata quattro volte all'anno dalla J. D. Sauerländer's Verlag, con sede a Bad Orb.
La redazione del Rheinisches Museum collabora con la cattedra di filologia classica dell'Università di Colonia. 
I redattori sono: Peter Schenk e Stephan Schröder in collaborazione con Bernd Manuwald, Markus Schauer e Clemens Zintzen.
I contributi possono essere pubblicati in tedesco, inglese, francese, italiano e latino. I contenuti sono molto vari e possono riguardare la storia culturale dell'antichità classica, sebbene si limitino principalmente a temi filologici. Vengono pubblicati anche supplementi e numeri speciali.
Oltre a Philologus (1846), Mnemosyne (Paesi Bassi, 1852, oggi principalmente con articoli in lingua inglese), Hermes (1866), Wiener Studien (1879) e Gymnasium (1890), è una delle riviste più importanti e tradizionali nel campo della filologia classica nell'area di lingua tedesca ed è quindi anche uno dei periodici più rispettati a livello internazionale nel settore.
Gli articoli e le miscellanee del Rheinisches Museum sono disponibili online in un database dell'Università di Colonia. I volumi dal 1827 al 1999 sono stati digitalizzati nell'ambito di un progetto finanziato dalla Deutsche Forschungsgemeinschaft, mentre gli altri volumi sono disponibili con una finestra editoriale di due anni.

## Curatori
| Titolo della rivista                                                                  | Nome |
| ------------------------------------------------------------------------------------- | --- |
| Rheinisches Museum für Philologie, Geschichte und griechische Philosophie (1827–1829) | |
| 1827                                                                                  | August Boeckh |
| 1827–1829                                                                             | Barthold Georg Niebuhr |
| 1827–1829                                                                             | Christian August Brandis |
| Rheinisches Museum für Philologie (1836–1839)                                         | |
| 1833–1839                                                                             | Friedrich Gottlieb Welcker |
| 1833–1839                                                                             | August Ferdinand Naeke |
| Rheinisches Museum für Philologie: Neue Folge (1842–1920, 1924–1944, seit 1950)       | |
| 1842–1869                                                                             | Friedrich Gottlieb Welcker |
| 1842–1876                                                                             | Friedrich Ritschl |
| 1850–1854                                                                             | Jacob Bernays |
| 1869–1876                                                                             | Anton Klette |
| 1876–1898                                                                             | Otto Ribbeck |
| 1877–1908                                                                             | Franz Bücheler |
| 1899–1905                                                                             | Hermann Usener |
| 1905–1920                                                                             | August Brinkmann |
| 1924–1934                                                                             | Friedrich Marx |
| 1935–1944                                                                             | Ernst Bickel |
| Rheinisches Museum für Philologie (seit 1950)                                         | |
| 1950–1960                                                                             | Ernst Bickel |
| 1957–1984                                                                             | Hans Herter |
| 1985–1991                                                                             | Carl Werner Müller |
| 1991–1996                                                                             | Carl Werner Müller in collaborazione con Bernd Manuwald e Clemens Zintzen                                                                |
| 1997–2002                                                                             | Bernd Manuwald in collaborazione con Carl Werner Müller e Clemens Zintzen                                                                |
| 2003–2012                                                                             | … con Carl Werner Müller, Stephan Schröder e Clemens Zintzen                                                                             |
| 2013–2016                                                                             | René Nünlist e Peter Schenk in collaborazione con Bernd Manuwald, Carl Werner Müller, Markus Schauer, Stephan Schröder e Clemens Zintzen |
| 2017–2018                                                                             | Peter Schenk e Stephan Schröder in collaborazione con Bernd Manuwald, Carl Werner Müller, René Nünlist, Markus Schauer e Clemens Zintzen |
| dal 2019                                                                              | Peter Schenk e Stephan Schröder in Verbindung con Bernd Manuwald, Markus Schauer e Clemens Zintzen                                       |